# Leopold Prečan
Leopold Prečan (8. března 1866 Velký Týnec – 2. března 1947 Svatý Kopeček) byl český katolický teolog a kněz – 11. arcibiskup olomoucký a metropolita moravský (1923–1947), asistent papežského trůnu, čestný občan města Olomouce.

## Život
Narodil se 8. března 1866 ve Velkém Týnci u Olomouce. Studoval teologickou fakultu Univerzity Palackého v Olomouci a roku 1914 byl prohlášen doktorem teologie.
Arcibiskupem byl jmenován 10. listopadu 1923. Měl velké zásluhy o rozvoj Velehradu, zasadil se též, aby byl velehradskému chrámu udělen titul basilika minor. Dne 11. března 1936 byl jmenován čestným občanem města Kroměříž.
Po uzavření vysokých škol v listopadu 1939 díky diplomatickému jednání se mu podařilo zřídit diecézní cyrilometodějské bohoslovecké učiliště a alumni, kteří nastoupili v r. 1935 do arcibiskupského semináře mohli dostudovat a tradičně dne 5. 7. 1940, v den svátku sv. Cyrila a Metoděje, být vysvěceni.
Podle svého přání byl pohřben v Olomouci v kostele sv. Cyrila a Metoděje, který dal postavit. Byl hlavním iniciátorem a sponzorem Prvního celostátního sjezdu katolíků československých v roce 1935.
Za svého života shromáždil rozsáhlou sbírku uměleckých předmětů ze slonoviny. Sbírka budovaná asi od roku 1930 obsahuje kromě evropské drobné plastiky od středověku po 19. století také asijské umění, včetně známých japonských figurek necuke.
Od roku 1947 do poloviny 90. let 20. století byla sbírka ukryta ve sklepení Arcibiskupského paláce. Dnes je jako tzv. Kabinet slonoviny součástí expozice Arcidiecézního muzea v Olomouci.

## Galerie

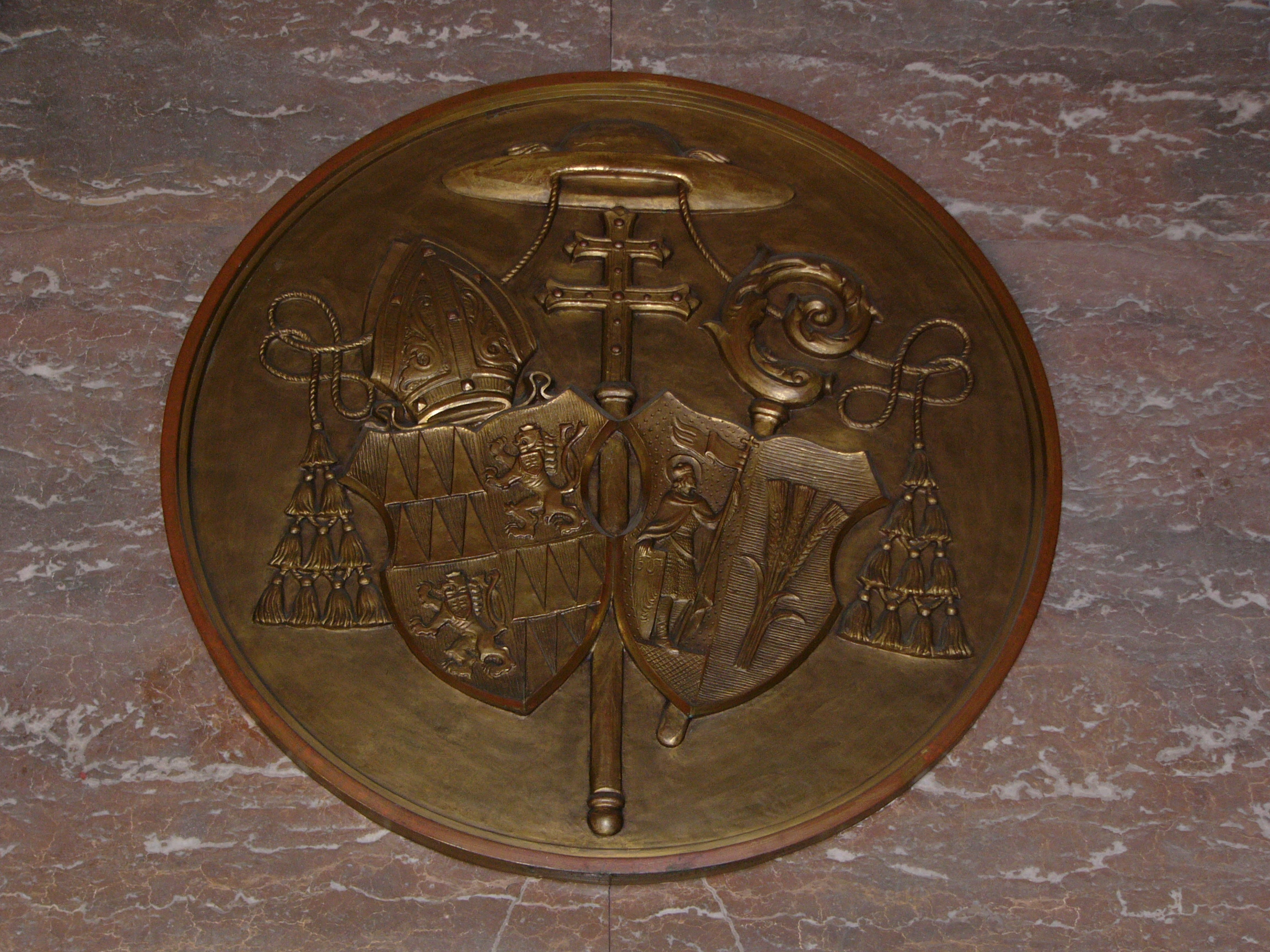
Osobní znak ve vstupní hale kostela sv. Cyrila a Metoděje
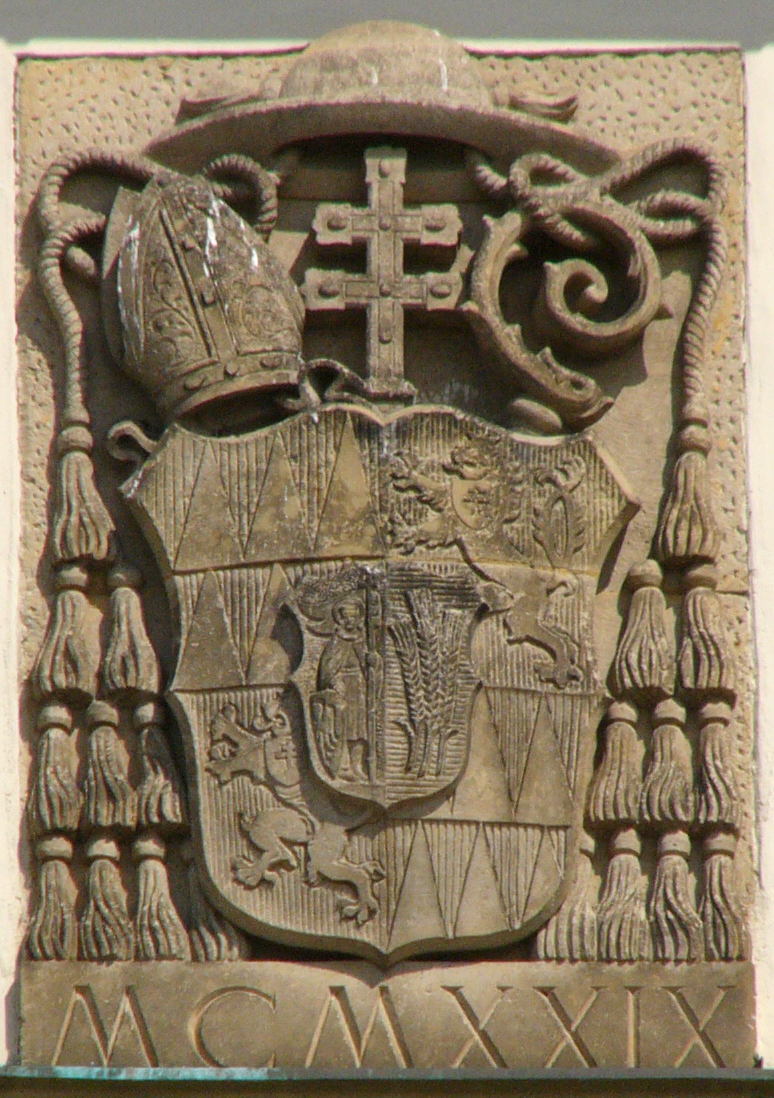
Osobní znak na Dolním náměstí v Olomouci
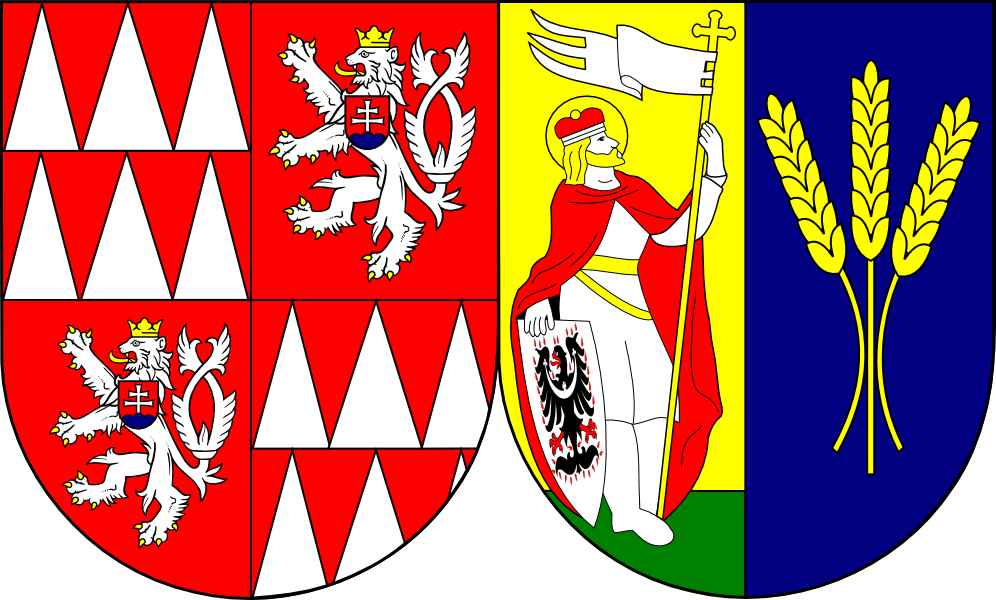
Osobní znak – barevné provedení
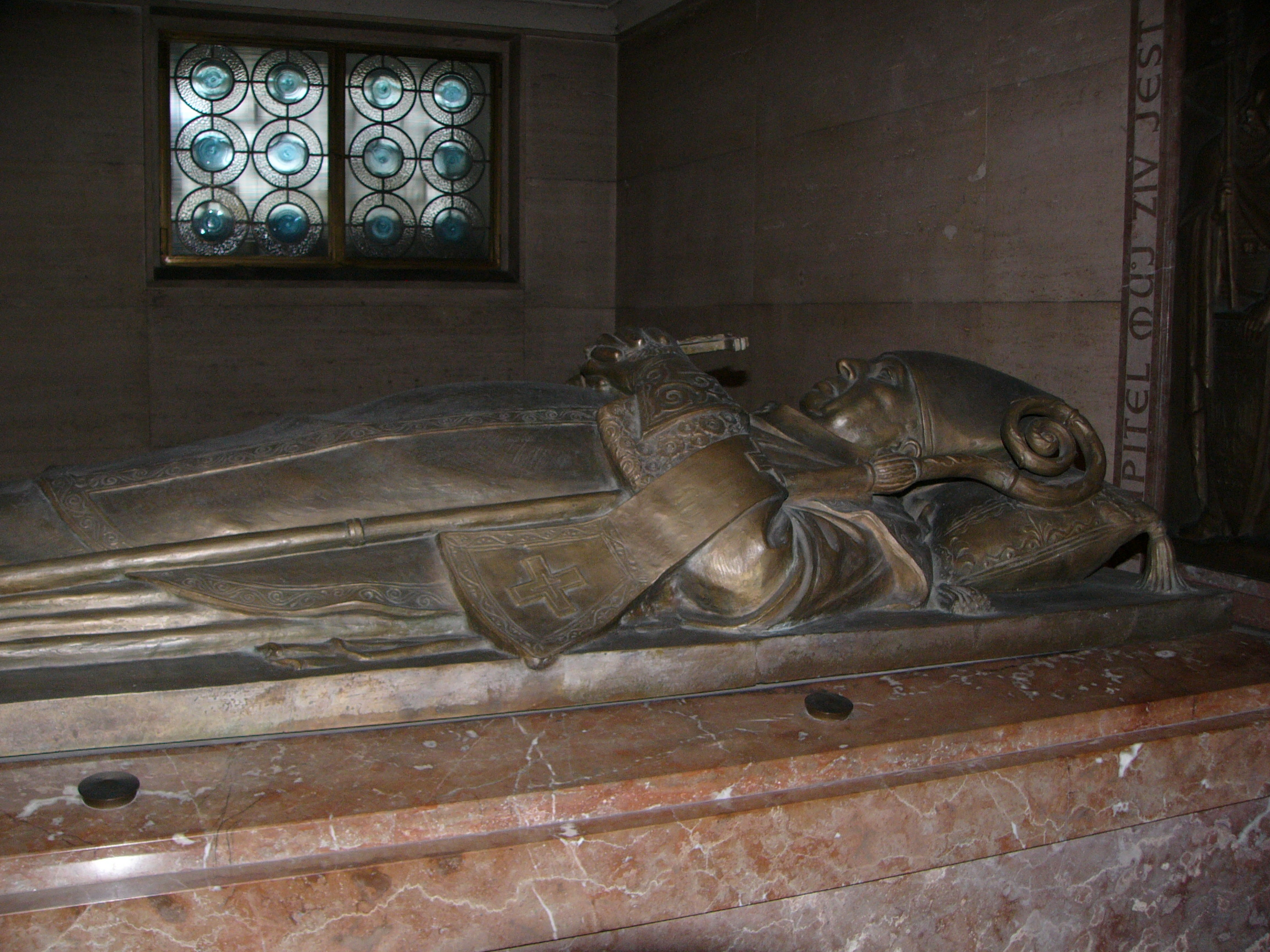
Sarkofág arcibiskupa Leopolda Prečana v kryptě kostela sv. Cyrila a Metoděje